# Eublemma flavistriata
Eublemma flavistriata là một loài bướm đêm trong họ Erebidae.